# Kodeks 049
Kodeks 049 (Gregory-Aland no. 049; von Soden α 2) – grecki kodeks uncjalny Nowego Testamentu, paleograficznie datowany na IX wiek.

## Opis
Kodeks stanowiony jest przez 149 pergaminowych kart (27,5 na 18,5 cm), z tekstem Dziejów Apostolskich, Listów powszechnych i Listów Pawła. Nie zachował się w całości i ma liczne braki w Listach Pawła. Pergamin nie zachował się w dobrym stanie, atrament jest koloru brunatnego; inicjały pisane są poza linią.
W Listach Pawła zawiera:  Rz 1;  1 Kor 1,1-5,8; 13,8-16,24;  2 Kor 1,1-11,23; Ef 4,20-6,20.
Tekst jest pisany jedną kolumną na stronę, 30 linijek w kolumnie. Tekst jest pisany bez spacji między wyrazami. Litery są wielkie, po części pisane są prosto, po części pochylone są w prawo. Litery zostały opatrzone akcentami i przydechami. Cytaty starotestamentowe zostały oznakowane. 
Tekst dzielony jest według κεφαλαια (rozdziały), których numery podano na marginesie, a ich τιτλοι (tytuły rozdziałów) na szczycie kart. Kodeks zawiera prolegomenę, tablice κεφαλαια (spis treści) przed każdą z biblijnych ksiąg, oznakowane zostały perykopy używane do czytań liturgicznych i numery stichoi. Posiada liczne noty marginalne.

## Tekst
Grecki tekst kodeksu przekazuje Tekst bizantyński. Według Alanda w Dziejach 70 razy wspiera tekst bizantyjski przeciwko "oryginalnemu", 3 razy wspiera tekst oryginalny przeciwko bizantyjskiemu, 29 razy zgodny jest z obu tekstami. W Listach Pawła 109 razy wspiera tekst bizantyjskie przeciwko oryginalnemu, nigdy nie wspiera oryginalnego przeciwko bizantyjskiemu, 37 razy zgodny jest z obu tekstami. W Listach powszechnych 86 razy wspiera tekst bizantyjski przeciwko oryginalnemu, 1 raz wspiera tekst oryginalny przeciwko bizantyjskiemu, 9 razy zgodny jest z obu tekstami. Ponadto zawiera 3 sobie właściwe warianty w Dziejach, 3 w Listach Pawła i 3 w Listach powszechnych. Kurt Aland zaklasyfikował go do Kategorii V.
W Dziejach 2,47 przekazuje wariant ο δε κυριος προσετιθει τους σωζομενους καθ' ημεραν τη εκκλησια (a Pan dodawał codziennie tych, którzy mieli być zbawieni kościołowi).
W Dz 18,26 przekazuje wariant την του θεου οδον, wraz z rękopisami: P, Ψ, 0142, 104, 330, 451, 1241, 1877, 2127, 2492, Byz, Lect.
W Dz 27,39 przekazuje wariant εξεωσαι zamiast εξωσαι; wariant nie jest wspierany przez inne rękopisy.

## Historia
C.R. Gregory datował rękopis na VIII lub IX wiek. INTF datuje go na IX wiek.
Gregory widział go w roku 1886 i nadał mu siglum Sap. Natomiast w 1908 roku nadał mu nowe siglum 049.
Facsimile kodeksu wydał William Hatch w 1939 roku. Tekst rękopisu jest cytowany w niektórych krytycznych wydaniach greckiego Novum Testamentum (UBS3).
Obecnie kodeks przechowywany jest na Górze Athos, w klasztorze Wielka Ławra (A' 88). 